# Новый Мачим
Новый Мачим — село в Шемышейском районе Пензенской области России. Входит в состав Наскафтымского сельсовета.

## География
Село находится на юго-востоке центральной части Пензенской области, в пределах северного склона холмистой Хвалынской гряды, в лесостепной зоне, на берегах реки Мачинка, на расстоянии примерно 21 км (по прямой) к северо-востоку от Шемышейки, административного центра района. Абсолютная высота — 227 м над уровнем моря.

### Климат
Климат характеризуется как умеренно континентальный. Средняя температура воздуха самого тёплого месяца (июля) — 20 °C (абсолютный максимум — 38 °C); самого холодного (января) — −19 °C (абсолютный минимум — −44 °C). Безморозный период длится 126 дней. Период активной вегетации составляет 135—145 дней. Годовое количество атмосферных осадков — 490 мм, из которых большая часть выпадает в тёплый период. Снежный покров держится в течение 149 дней.

### Часовой пояс
Село Новый Мачим, как и вся Пензенская область, находится в часовой зоне МСК (московское время). Смещение применяемого времени относительно UTC составляет +3:00.

## Население
| 1748  | 1795  | 1859  | 1877  | 1897  | 1911  | 1926  |
| ----- | ----- | ----- | ----- | ----- | ----- | ----- |
| 244   | ↗460  | ↗897  | ↗1035 | ↗1298 | ↗1500 | ↗1723 |
| 1930  | 1939  | 1959  | 1979  | 1989  | 1996  | 2002  |
| ↗1740 | ↗1742 | ↘1408 | ↘987  | ↘780  | ↘656  | ↘532  |
| 2010  |       |       |       |       |       |       |
| ↘441  |       |       |       |       |       |       |

### Национальный состав
Согласно результатам переписи 2002 года, в национальной структуре населения мордва составляла 92 %.

## Известные уроженцы
- Кудашов, Николай Сидорович (1925—1945) — советский военнослужащий, старший сержант. Полный кавалер ордена Славы.